# Митина, Ольга Александровна
Митина Ольга Александровна  (род. 8 июля 1994) — российская самбистка, чемпионка мира, призёр чемпионатов России, призёр Кубка Европы, призёр чемпионата мира, заслуженный мастер спорта России.
Выпускница Владивостокского государственного университета экономики и сервиса. Выступала в лёгкой (до 56 кг) и первой полусредней (до 60 кг) весовых категориях. Тренировалась под руководством Юрия Леонтьева, Кристины Сташкевич, Оксаны Фалеевой, Павла Фунтикова. Занималась в центре спортивных единоборств «Амазонка» (Владивосток).

## Спортивные достижения
- Чемпионат России по самбо среди женщин 2013 года — ;
- Чемпионат России по самбо 2017 года — ;
- Чемпионат России по самбо 2019 года — ;
- Чемпионат России по самбо 2020 года — ;
- Чемпионат России по самбо 2021 года — ;
- Чемпионат России по самбо 2022 года — ;
- Самбо на Всероссийской спартакиаде 2022 — ;